# Waarheid, durven of doen
Waarheid, durven of doen is een Vlaamse televisiereeks tijdens de zomer waarbij in elke aflevering vier bekende Vlamingen tegen elkaar strijden via het Doen, durven of waarheid-spel. Het programma wordt sinds 19 juli 2021 uitgezonden op de Vlaamse zender VTM. Op 25 juli 2022 startte het tweede seizoen.

## Concept
Vier bekende Vlamingen verzamelen 's avonds in een huis voor een diner. De deelnemers weten op voorhand niet wie de andere deelnemers zijn. Elke deelnemer bereidt een gerecht voor om te eten. Tijdens de maaltijd spelen de deelnemers het Doen, durven of waarheid-spel waar ze keien kunnen winnen.
Op het eind van de avond bedenkt de winnaar een opdracht voor de deelnemers van de volgende avond. Degene met de minste keien doet de afwas.

## Afleveringen

### Seizoen 1 (2021)
| Afl. | Datum            | Gasten                                                                     | Kijkcijfers (live) |
| ---- | ---------------- | -------------------------------------------------------------------------- | ------------------ |
| 1    | 19 juli 2021     | Dominique Persoone, Julie Van den Steen (*), Bart Kaëll, Kamal Kharmach    | 386.903            |
| 2    | 20 juli 2021     | Gloria Monserez, Kim Van Oncen, Herman Brusselmans, Kathleen Aerts         | Onbekend           |
| 3    | 21 juli 2021     | Andy Peelman, Benny Claessens, Marie Verhulst, Leen Dendievel              | 233.914            |
| 4    | 22 juli 2021     | Christoff, Bab Buelens, Tine Embrechts, Niels Albert                       | 247.102            |
| 5    | 26 juli 2021     | Faroek Özgünes, Vincent Fierens, Belle Perez, Astrid Stockman              | 329.010            |
| 6    | 27 juli 2021     | Kelly Pfaff, Sean Dhondt, Dominique Van Malder, Lies Vandenberghe          | 241.116            |
| 7    | 28 juli 2021     | Ann Van Elsen, Margriet Hermans, Serine Ayari, Ward Lemmelijn              | 282.965            |
| 8    | 29 juli 2021     | Valerie De Booser, Anke Buckinx, Riadh Bahri, Jasper Erkens                | 264.956            |
| 9    | 2 augustus 2021  | Gers Pardoel, Sam Gooris, Annelien Coorevits, Tessa Wullaert               | 255.014            |
| 10   | 3 augustus 2021  | Laura Tesoro, Hakim Chatar, Bert Verbeke, William Boeva                    | 242.017            |
| 11   | 4 augustus 2021  | Jelle Cleymans, Metejoor, Evelien Van Hamme, Grace Khuabi                  | 218.552            |
| 12   | 5 augustus 2021  | Gunther Levi, Véronique De Kock, Aagje Vanwalleghem, Dorothee Dauwe        | 241.416            |
| 13   | 9 augustus 2021  | Pat Krimson, Flo Windey, Flor Decleir, Giovanni Kemper                     | 295.494            |
| 14   | 10 augustus 2021 | Maksim Stojanac, Kato Callebaut, Katja Retsin, Helmut Lotti                | 271.907            |
| 15   | 11 augustus 2021 | Koen Wauters, Conner Rousseau, Barbara Sarafian, Johannes Genard           | 240.033            |
| 16   | 12 augustus 2021 | Dirk Van Tichelt, Loïc Van Impe, Linde Merckpoel, Amelie Albrecht          | 225.554            |
| 17   | 16 augustus 2021 | Sven De Ridder, Ingeborg Sergeant, Yemi Oduwale, Nicolas Caeyers           | 319.372            |
| 18   | 17 augustus 2021 | Gordon, Anouk Matton, Celine Van Ouytsel, Sieg De Doncker                  | 324.373            |
| 19   | 18 augustus 2021 | Stefaan Degand, Shania Gooris, Kate Ryan, Lennert Coorevits                | 328.031            |
| 20   | 19 augustus 2021 | Sam De Bruyn, Anne De Baetzelier, Julie Vanloo, Matthias Casse             | 249.241            |
| 21   | 23 augustus 2021 | Guga Baúl, Jef Neve, Kawtar Ehlalouch, Alexander Hendrickx                 | 310.105            |
| 22   | 24 augustus 2021 | Nathalie Meskens, Lieven Scheire, Lauren Versnick, Dagny Ros Asmundsdottir | 256.794            |
| 23   | 25 augustus 2021 | Nora Gharib, Gene Bervoets, Bert Huysentruyt, Sofie Engelen                | 329.065            |
| 24   | 26 augustus 2021 | Davy Parmentier, An Lemmens, Tooske Ragas, Julie Van den Steen (*)         | 214.921            |

### Seizoen 2 (2022)
Eind juli 2022 startte het tweede seizoen, ditmaal in de historische Oranjerie in Kortrijk. 96 bekende Vlamingen spelen het spel.
| Afl. | Datum            | Gasten                                                                           | Kijkcijfers (live) |
| ---- | ---------------- | -------------------------------------------------------------------------------- | ------------------ |
| 1    | 25 juli 2022     | Julie Vanloo (2), Niels Albert (2), Mathias Vergels, Astrid Coppens              | 220.016            |
| 2    | 26 juli 2022     | Jade Mintjens, Nicolas Caeyers (2), Sieg De Doncker (2), Saartje Vandendriessche | 204.910            |
| 3    | 27 juli 2022     | Christoff, Roger van Damme, Aagje Vanwalleghem (2), Tinne Oltmans                | 223.842            |
| 4    | 28 juli 2022     | Junior Planckaert, Loredana, Henk Rijckaert, Kirsten Flipkens                    | 179.232            |
| 5    | 1 augustus 2022  | William Boeva (2), Udo, Hinda Bluekens, Sien Wynants                             | 169.253            |
| 6    | 2 augustus 2022  | Maureen Vanherberghen, Kristof Goffin, Hakim Chatar (2), Silvy De Bie            | 143.136            |
| 7    | 3 augustus 2022  | Tom De Cock, Amelie Albrecht (2), Wout Bru, Hadisa Suleyman                      | 161.958            |
| 8    | 4 augustus 2022  | Cesar Casier, Yemi Oduwale (2), Sander Gillis, Lotte Stevens                     | 162.221            |
| 9    | 8 augustus 2022  | Pascal Braeckman, Loïc Van Impe (2), Lynn Van den Broeck, Jonatan Medart         | 223.213            |
| 10   | 9 augustus 2022  | Leen Dendievel (2), Francisco Schuster, Koen Buyse, Gerben Tuerlinckx            | 177.013            |
| 11   | 10 augustus 2022 | Anke Buckinx (2), Celine Van Ouytsel (2), Hanne Claes, Soe Nsuki                 | 167.286            |
| 12   | 11 augustus 2022 | Sandra Bekkari, Jamie-Lee Six, Sean Dhondt (2), Joffrey Anane                    | 182.407            |
| 13   | 15 augustus 2022 | Klaasje Meijer, Wim Ballieu, Kadèr Gürbüz, Jaoud Alloul                          | 168.393            |
| 14   | 16 augustus 2022 | Vincent Fierens (2), Stien Edlund, Marlène de Wouters, Metejoor (2)              | 246.597            |
| 15   | 17 augustus 2022 | Maksim Stojanac (2), Isolde Lasoen, Laura Govaerts, Alexander Hendrickx (2)      | 203.091            |
| 16   | 18 augustus 2022 | Maarten Vancoillie, Ianthe Tavernier, Sarah Puttemans en Sergio                  | 222.468            |
| 17   | 22 augustus 2022 | Ian Thomas (2), Kamal Kharmach (2), Dorothee Dauwe (2) en Anne De Baetzelier (2) | 245.268            |
| 18   | 23 augustus 2022 | Sarah Mouhamou (2), Jens Dendoncker (2), Charlotte Sieben en Arno The Kid        | 177.229            |
| 19   | 24 augustus 2022 | Anushka Melkonian, Davy Gilles, Celien Deloof, Maarten Cop                       | 194.495            |
| 20   | 25 augustus 2022 | Eva De Roo, Kim Huybrechts, Olivia Trappeniers, Jelle Beeckman                   | 156.630            |
| 21   | 29 augustus 2022 | Jo Hens, Slongs Dievanongs, Justine De Jonckheere, Yanina Wickmayer              | 211.960            |
| 22   | 30 augustus 2022 | Jolien Roets, Kürt Rogiers, Bert Ostyn, Servaas Bingé                            | Onbekend           |
| 23   | 31 augustus 2022 | Jeroen Verdick, Tine Priem, Elke Clijsters, Hanne Troonbeeckx                    | Onbekend           |
| 24   | 1 september 2022 | Amy Courtens, Ward Lemmelijn, Jef Neve (2), Younes Jaadane                       | Onbekend           |

(*) De kandidaat neemt in het hetzelfde seizoen tweemaal deel.
(2) De kandidaat neemt in het tweede seizoen opnieuw deel.